# Otterup Sogn

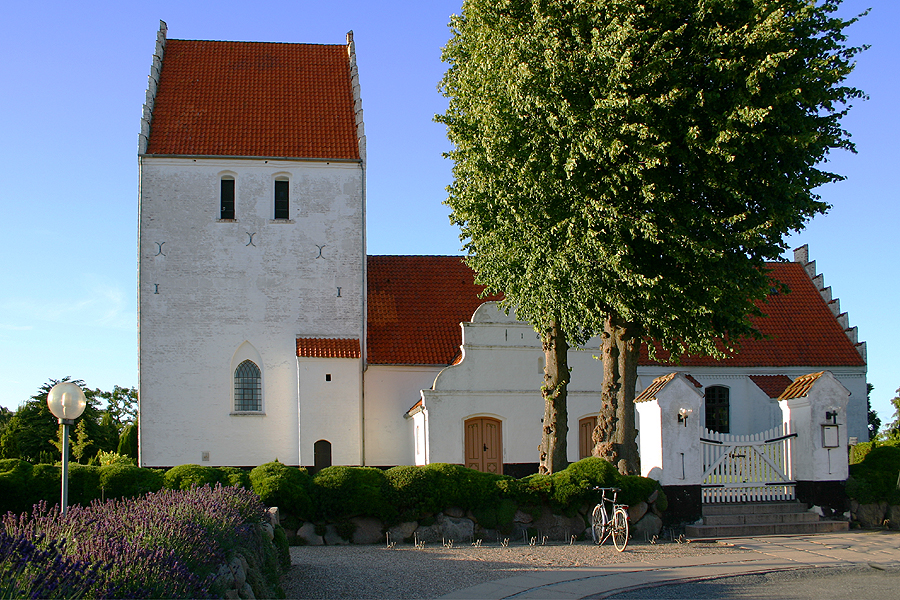
Otterup Kirke

Otterup Sogn ist eine Kirchspielsgemeinde (dän.: Sogn)
auf der Insel Fyn (dt.: Fünen)
im südlichen Dänemark. Bis 1970 gehörte sie zur Harde Lunde Herred im damaligen Odense Amt, danach zur Otterup Kommune im Fyns Amt, die im Zuge der Kommunalreform zum 1. Januar 2007 in der Nordfyns Kommune in der Region Syddanmark aufgegangen ist.
Im Kirchspiel leben 5257 Einwohner, davon 5258 im ehemaligen Kommunenzentrum Otterup (Stand: 1. Januar 2023). Im Kirchspiel liegt die Kirche „Otterup Kirke“.
Nachbargemeinden sind im Norden Norup Sogn, im Osten Skeby Sogn, im Südosten Østrup Sogn, im Südwesten Lunde Sogn und im Nordwesten Hjadstrup Sogn.